# السجينة 67 (فلم)
السجينة 67 هو فيلم دراما مصري من إخراج أحمد يحيى وبطولة حسين فهمي، إلهام شاهين، هشام سليم، صلاح قابيل، ليلى شعير، حسن حسني وسناء شافع. صدر الفيلم في 24 أغسطس 1992.

## نبذه
تعمل أحلام في الشركة التي ترثها عن والدها مع شريكه باهر، وينشر الصحافي حسام مقالات يندد فيها بمخالفات الشركة، ويتمكن باهر من الهرب إلى الخارج، وتختفي المستندات التي تدين الأطراف الأخرى. يحكم على أحلام بالسجن، تقضي مدة العقوبة ويشعر حسام بالندم ويقنعها بكتابة مذكراتها لتكشف عن الجناة الحقيقيين.

## طاقم العمل
- حسين فهمي بدور الصحفي حسام
- إلهام شاهين بدور أحلام الببلاوي
- هشام سليم بدور حسين- خبير مثمن [2]
- صلاح قابيل بدور مراد أمين [3]
- ليلى شعير بدور سونيا
- حسن حسني بدور مختار سليم
- سناء شافع بدور فؤاد زهدي
- عبد الرحمن حامد بدور باهر

## وصلات خارجية
- مقالات تستعمل روابط فنية بلا صلة مع ويكي بيانات